# Festival de Cinema de Zúric

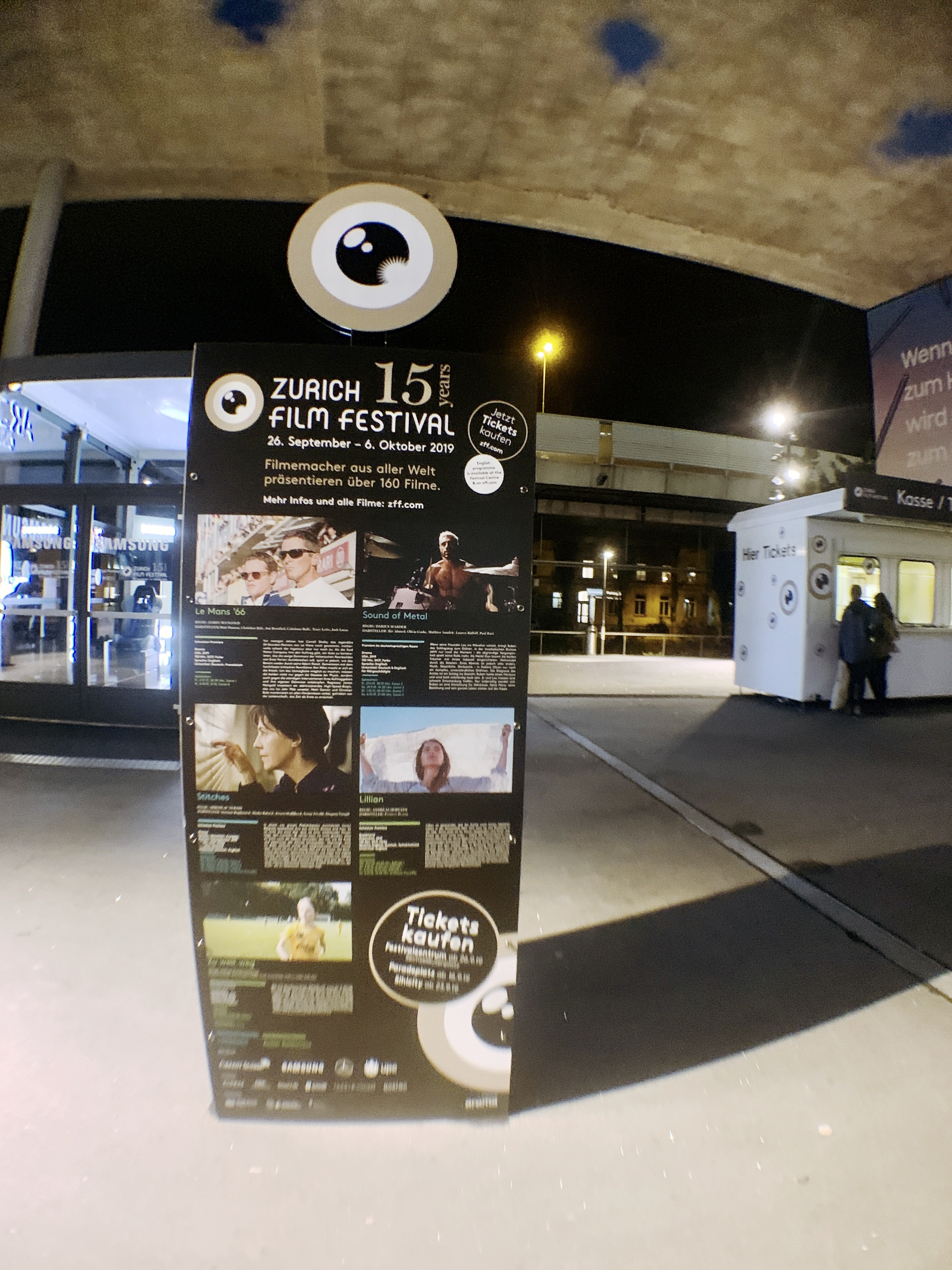
Cartell del Festival anunciant la 15a edició.

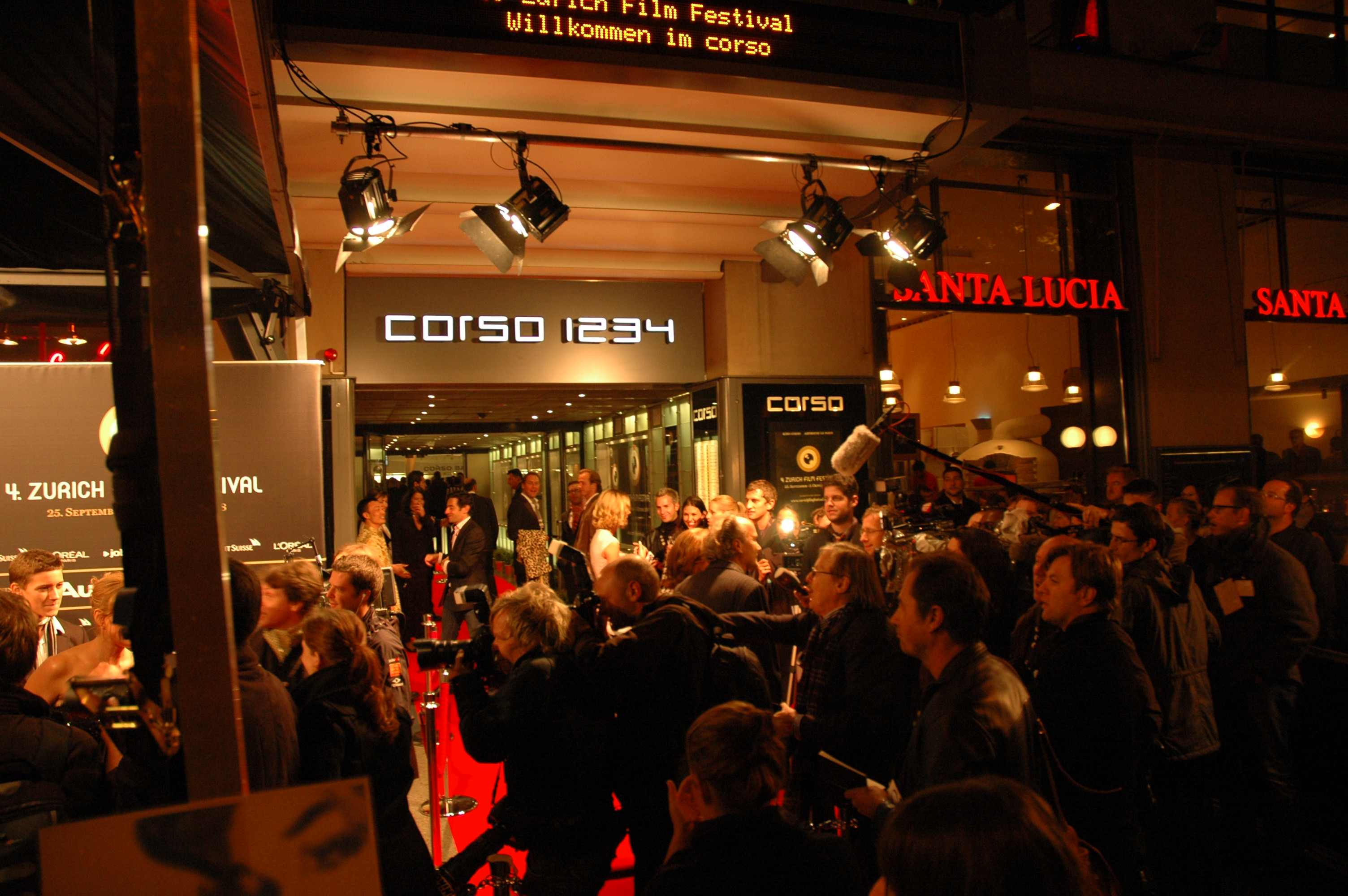
Imatge del Festival de l'any 2008.

El Festival de Cinema de Zuric és un festival celebrat a la ciutat Suïssa de Zúric des del 2005. L'any 2016, tenia al voltant de 9.500 Visitants.
L'objectiu principal del festival és la presentació i promoció de nous talents de tot el món. Se centra de manera especial, en la recerca de nous talents i productes cinematogràfics de parla alemanya. Al costat de la projecció de pel·lícules, el festival també organitza una sèrie d'esdeveniments a com el de Zuric Master Class i el presitigiós Concurs Internacional de Música de Cinema i actua com a punt de trobada internacional de la indústria del Cinema. El premi principal del festival és el Golden Eye, se'ls atorga als guanyadors de cada categoria, així com als convidats d'honor del festival.
El ZFF és organitzat per les empreses Festival de Cinema de Zuric AG i la Spoundation Motion Picture AG en col·laboració amb les institucions locals i diferents patrocinadors així com distribuïdors internacionals. El festival neix el 2005 i va ser fundat per Karl Spoerri juntament amb Nadja Schildknecht i Antoine Monot, Jr. Els actuals directors del festival són Karl Spoerri (director artístic) i Nadja Schildknecht (directora financera).
Els premis que es donen al festival són: el Premi al Llargmetratge International, Premi al Llargmetratge en Alemany, el Premi a la Pel·lícula Documental Internacional i l'Ull Daurat.